# Olympische Jugend-Sommerspiele 2010/Teilnehmer (Simbabwe)
| Gelbes Symbol für Goldmedaillen mit stilisierten Olympischen Ringen | Graues Symbol für Silbermedaillen mit stilisierten Olympischen Ringen | Braundes Symbol für Bronzemedaillen mit stilisierten Olympischen Ringen |
| ------------------------------------------------------------------- | --------------------------------------------------------------------- | ----------------------------------------------------------------------- |
| —                                                                   | —                                                                     | —                                                                       |

Die Jugend-Olympiamannschaft aus Simbabwe für die I. Olympischen Jugend-Sommerspiele vom 14. bis 26. August 2010 in Singapur bestand aus 27 Athleten. Der einzige Medaillenerfolg gelang im Reiten, allerdings in einer gemischten Mannschaft, sodass diese Medaille nicht in den offiziellen Medaillenspiegel mit einfloss.

## Athleten nach Sportarten

### Fußball
Jungen
- 6. Platz
- Fungai Benard
- Keith Murera
- Tapiwa Chikaka
- Stanford Chavingira
- Albert Kusemwa
- Prince Gambe
- Devyn Hencil
- Ben Chikanda
- Mncedisi Gumede
- Edward Mwanza
- Albert Matova
- Ackim Mpofu
- Fortune Sibanda
- Lucky Ndlela
- Pritchard Sibanda
- Davison Chipfupi
- Liberty Ngorima
- Stanley Dube

### Leichtathletik
| Mädchen - Sithulisiwe Zhou 3000 m: 7. Platz | Jungen - Tinashe Samuel Mutanga 100 m: 6. Platz Staffellauf: 4. Platz (im Team Afrika) |

### Radsport
- 31. Platz

| Mädchen - Shaylene Brown | Jungen - Nyasha Lungu - Tyron Mackie - Janathan Lawrence Thackray |

### Reiten
- Yara Hanssen
Springen Einzel: 28. Platz
Springen Mannschaft: Bronze  (im Team Afrika)

### Triathlon
| Mädchen - Andrea Brown Einzel: 27. Platz Mixed: 9. Platz (im Team Welt 1) | Jungen - Boyd Littleford Einzel: 30. Platz Mixed: 12. Platz (im Team Welt 2) |